# بيلي بانكس
بيلي بانكس (بالإنجليزية: Billy Banks)‏ هو عازف جاز ومغني أمريكي، ولد في 1908، وتوفي في 19 أكتوبر 1967 في طوكيو (اليابان) في اليابان.

## وصلات خارجية
- بيلي بانكس على موقع ميوزك برينز (الإنجليزية)
- بيلي بانكس على موقع أول ميوزيك (الإنجليزية)
- بيلي بانكس على موقع ديسكوغز (الإنجليزية)